# Abangares (cantão)
Abangares é um cantão da Costa Rica, situado na província de Guanacaste. Limita ao norte com Cañas e Tilarán, ao leste e sul com Puntarenas e oeste com o Golfo de Nicoya. Sua capital é a cidade de Las Juntas. Possui uma área de 675,75 km² e sua população está estimada em 18.039 habitantes.

## Divisão política
Atualmente, o cantão de Abangares possui 4 distritos:
|   | Nome do Distrito |
| - | ---------------- |
| 1 | Las Juntas       |
| 2 | Sierra           |
| 3 | San Juan         |
| 4 | Colorado         |